# Nandurbar
Nandurbar è una città dell'India di 94.365 abitanti, capoluogo del distretto di Nandurbar, nello stato federato del Maharashtra. In base al numero di abitanti la città rientra nella classe II (da 50.000 a 99.999 persone).

## Geografia fisica
La città è situata a 21° 22' 0 N e 74° 15' 0 E e ha un'altitudine di 209 m s.l.m..

## Società

### Evoluzione demografica
Al censimento del 2001 la popolazione di Nandurbar assommava a 94.365 persone, delle quali 49.125 maschi e 45.240 femmine. I bambini di età inferiore o uguale ai sei anni assommavano a 11.683, dei quali 6.308 maschi e 5.375 femmine. Infine, coloro che erano in grado di saper almeno leggere e scrivere erano 67.787, dei quali 38.298 maschi e 29.489 femmine.